# Mineral Bluff
Mineral Bluff statisztikai település az USA Georgia államában, Fannin megyében. Lakosainak száma 223 fő (2020. április 1.).

## Népesség
A település népességének változása:

| 2010 | 150 |
| 2020 | 223 |